# Jrysula Anagnostopulu
Jrysula Anagnostopulu (27 de agosto de 1991) es una deportista de Grecia que compite en atletismo. Ganó una medalla de bronce en el Campeonato Europeo de Atletismo por Equipos de 2019, en la prueba de lanzamiento de disco.